# احمد بن مزاحم بن خاقان
احمد بن مزاحم بن خاقان (عربی: أحمد بن مزاحم بن خاقان) فرمانروای مصر در دوران خلافت عباسی بود.